# North Lilbourn
North Lilbourn est un village du comté de New Madrid, dans le Missouri, aux États-Unis,. Situé au centre du comté, il est incorporé en 1954.

## Démographie
Lors du recensement de 2010, le village comptait une population de 49 habitants. Elle est estimée, en 2016, à 46 habitants.

### Source de la traduction
- (en) Cet article est partiellement ou en totalité issu de l’article de Wikipédia en anglais intitulé « North Lilbourn, Missouri » (voir la liste des auteurs).